# Frontière entre la Colombie et l'Équateur
La frontière entre la Colombie et l'Équateur est la frontière séparant la Colombie et l'Équateur.
Le tracé actuel est fixé par le traité Muñoz Vernaza-Suárez, signé à Bogota le 15 juillet 1916. Il s'étend sur 586 km, séparant du côté colombien les départements de Nariño et Putumayo et du côté équatorien les provinces d'Esmeraldas, Carchi et Sucumbíos. Plusieurs fleuves servent à marquer la frontière, dont le río Putumayo, le río San Miguel et le río San Juan.
Le tracé maritime est fixé par le traité Liévano – Lucio, signé à Quito le 23 août 1975 et approuvé par le Congrès de la République de Colombie via la loi No 32 de 1975. Celui-ci fixe la frontière par une ligne parallèle à l'équateur partant de la frontière terrestre.

Le 1er avril 2008, l'Équateur avait introduit une instance contre la Colombie devant la Cour internationale de justice en vue de faire interdire l'épandage par la Colombie d'herbicides toxiques (destinés à éradiquer les cultures de coca) dans la zone frontalière. Le 13 septembre 2013, le président de la Cour a rendu une ordonnance prenant acte du désistement de l’Équateur après que les deux pays soient parvenus le 9 septembre 2013 à un accord.

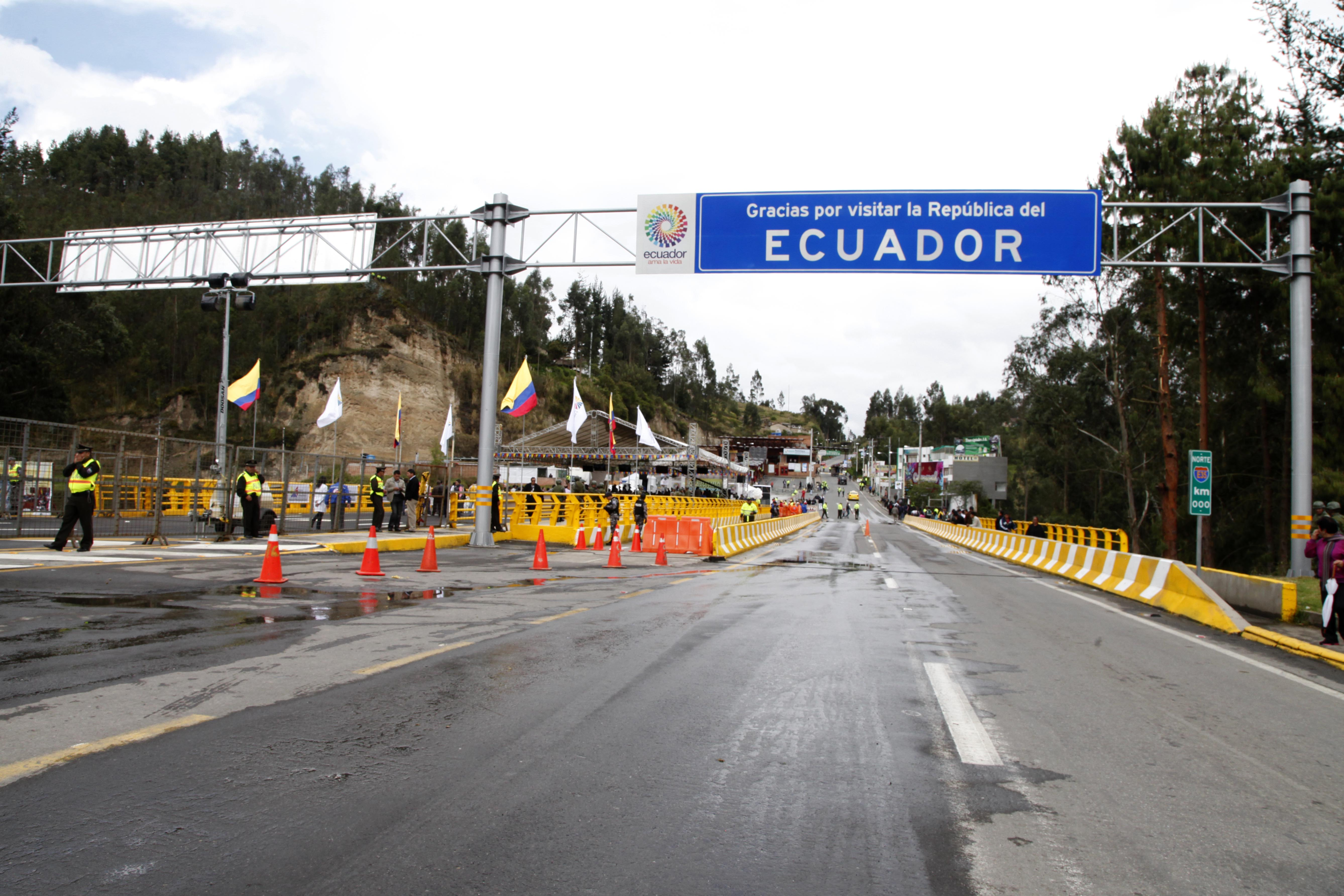
Pont Rumichaca qui sépare les deux pays frontaliers.